# Tomorrow Is the Question!
《Tomorrow Is the Question!》은 미국의 재즈 음악가 오넷 콜먼의 두 번째 음반으로, 1959년 컨템포러리 레코드에서 발매되었다. 이 음반은 1959년 애틀랜틱 레코드의 매우 성공적인 멀티 음반 시리즈를 시작하기 전 콜먼이 레이블을 위한 마지막 음반이었다.
트럼펫의 일반 사이드맨 돈 체리와 마찬가지로 이 음반에는 베이시스트 퍼시 히스, 레드 미첼, 드러머 셸리 맨이 참여한다. 계약상으로 피아니스트를 기용해야 했던 콜먼의 데뷔작 《Something Else!!!!》와 달리 음반에는 피아노가 없다.

## 반응
| 전문가 평가                          | 전문가 평가 |
| 평가 점수                            | 평가 점수   |
| 출처                                 | 점수        |
| ------------------------------------ | ----------- |
| AllMusic                             | [ 2 ]       |
| Yahoo! Music                         | (favorable) |
| The Rolling Stone Jazz Record Guide  | [ 4 ]       |
| The Penguin Guide to Jazz Recordings | [ 5 ]       |
| Tom Hull                             | B+          |

이 음반은 일반적으로 《Something Else!!!!》보다 더 좋은 언론을 받았다. 올뮤직의 톰 주렉은 콜먼과 체리의 상호작용이 이전 음반의 곡들보다 "그들의 편곡 스타일이 더 딱딱하고 딱딱하다"고 묘사했다고 언급했다. 에케하르트 조스트는 저서 《프리 재즈》에서 "콜먼의 색소폰 연주에서 가장 두드러진 특징들이 1958년~59년 컨템포러리 녹음에서 설정되었다. 조화롭게 절제되지 않은 즉흥 연주에 대한 그의 성향은 외형적인 화장이 전혀 혁명적이지 않은 작품에서도 분명하다." 다른 사람들은 피아노의 제거가 마이크 앤드류스에게 긍정적인 움직임이라고 환영했는데, 조화로운 악기의 부족이 독주자들에게 더 큰 자유를 허용했기 때문에 "눈에 띄는 개념적 개선이 즉시 인정될 수 있다"고 말했다.

## 곡 목록
모든 곡들은 오넷 콜먼에 의해 작곡하였다.
| #  | 제목                          | 재생 시간 |
| -- | ----------------------------- | --------- |
| 1. | 〈Tomorrow Is the Question!〉 | 3:09      |
| 2. | 〈Tears Inside〉              | 5:00      |
| 3. | 〈Mind and Time〉             | 3:08      |
| 4. | 〈Compassion〉                | 4:37      |
| 5. | 〈Giggin'〉                   | 3:19      |
| 6. | 〈Rejoicing〉                 | 4:01      |
| 7. | 〈Lorraine〉                  | 5:55      |
| 8. | 〈Turnaround〉                | 7:58      |
| 9. | 〈Endless〉                   | 5:18      |